# Jan Fares
Jan Fares (* 6. Januar 1948 im Libanon) ist ein schwedisch-libanesischer Filmschauspieler. 
Er floh 1988 vom Libanon nach Schweden, wo er mit seiner Frau Mariam und seiner jüngsten Tochter Caroline in Örebro lebt. Die bekanntesten Filme, in denen er mitwirkte sind: Jalla! Jalla! aus dem Jahre 2000 und Kops von 2003.
Jan Fares ist der Vater von Fares Fares und Josef Fares, welche beide ebenfalls als Schauspieler tätig sind, sowie von vier Töchtern. 